# Dyskografia Maryli Rodowicz (single)
Dyskografia Maryli Rodowicz (single) – dyskografia polskiej piosenkarki Maryli Rodowicz w zakresie singli. Lista obejmuje 77 singli jako główny wykonawca, 4 jako wykonawca gościnny i 4 jako część supergrup, a także 3 maxi single. Artykuł zawiera informacje o latach wydania, stronach A i stronach B, pozycjach na listach przebojów, certyfikatach sprzedaży Związku Producentów Audio-Video (ZPAV) oraz promowanych albumach. Wymienione zostały także utwory Rodowicz nie wydane na singlach, które były notowane na listach przebojów.

## Single jako główny wykonawca

### 1970–1979
| Rok  | Tytuł                                                                                       | Album             | Źr.           |
| ---- | ------------------------------------------------------------------------------------------- | ----------------- | ------------- |
| 1970 | „Chcę mieć syna” „Za górami”                                                                | Żyj mój świecie   | [ 1 ]         |
| 1970 | „Żyj mój świecie” „Mówiły mu”                                                               | Żyj mój świecie   | [ 2 ]         |
| 1970 | „Ballada wagonowa” „Dzięcioł i dziewczyna”                                                  | Żyj mój świecie   | [ 3 ]         |
| 1970 | „A na czas wojny” „Za duże buty”                                                            | Żyj mój świecie   | [ 4 ]         |
| 1970 | „Za duże buty” „Mały”                                                                       | Żyj mój świecie   | [ 5 ] [ 6 ]   |
| 1970 | „Jadą wozy kolorowe” (na żywo) „To było w maju”                                             | —                 | [ 7 ] [ 8 ]   |
| 1970 | „Love Doesn’t Grow On Trees” „Empty Spaces” (Wielka Brytania i Szwecja)                     | —                 | [ 9 ] [ 10 ]  |
| 1970 | „Podivín” „Let It Be” (Czechosłowacja)                                                      | —                 | [ 11 ] [ 12 ] |
| 1970 | „Railway Coach Ballad” „Kolibaj się, kolibaj” (Czechosłowacja)                              | —                 | [ 13 ] [ 14 ] |
| 1971 | „Gdy piosenka szła do wojska (Powołanie)”                                                   | —                 | [ 4 ]         |
| 1971 | „Jaworowy most” „Kochaniem, pragnieniem”                                                    | Wyznanie          | [ 15 ]        |
| 1971 | „Jaworowy most” „Niepozorny pan”                                                            | Wyznanie          | [ 16 ]        |
| 1971 | „La Batea” „Kochaniem, pragnieniem”                                                         | Wyznanie          | [ 17 ]        |
| 1972 | „Gdy piosenka szła do wojska (Powołanie)” „Z tobą w górach”                                 | Wyznanie          | [ 18 ]        |
| 1972 | „Zlaté léto” „La Batea” (Czechosłowacja)                                                    | —                 | [ 19 ] [ 20 ] |
| 1973 | „Małgośka” „Ja z podróży”                                                                   | —                 | [ 21 ] [ 22 ] |
| 1973 | „Marja” „Es Zieht Ein Lied Durchs Land” (Niemcy Wschodnie)                                  | Maryla Rodowicz   | [ 23 ] [ 24 ] |
| 1973 | „Hej, Träume” „Heimlichkeit” (wykonanie: Wolfgang Ziegler) (Niemcy Wschodnie)               | —                 | [ 25 ]        |
| 1973 | „Und Es Fahren Bunte Wagen” „Der Teufel Sitzt Vor’m Paradies” (Niemcy Wschodnie)            | —                 | [ 26 ] [ 27 ] |
| 1974 | „Futbol, futbol, futbol” „Fussbal, fussbal, fussbal”                                        | —                 | [ 28 ] [ 29 ] |
| 1974 | „Futbol, futbol, futbol” „Dwa wesela”                                                       | —                 | [ 30 ] [ 31 ] |
| 1974 | „Piosenka przeciw zasypianiu” „Urodzajny rok”                                               | Rok               | [ 32 ]        |
| 1974 | „Gdzie jest siódme morze” „Do łezki łezka”                                                  | Rok               | [ 33 ]        |
| 1975 | „Ludzkie gadanie” (z Sewerynem Krajewskim) „Zapamiętaj”                                     | —                 | [ 34 ] [ 35 ] |
| 1975 | „Mary Lou” „Ich Wünsch Dir Glück” (Niemcy Wschodnie)                                        | —                 | [ 36 ] [ 37 ] |
| 1975 | „Regen” „Lauf, Mein Pferdchen” (Niemcy Wschodnie)                                           | —                 | [ 38 ] [ 39 ] |
| 1976 | „Dziś prawdziwych Cyganów już nie ma” (ze Stanem Borysem) „Czułość” (wykonanie: Stan Borys) | —                 | [ 40 ] [ 41 ] |
| 1976 | „Sing-Sing” „Damą być”                                                                      | —                 | [ 42 ] [ 43 ] |
| 1976 | „Sing-Sing” „Moja mama jest przy forsie”                                                    | Sing-Sing         | [ 44 ] [ 45 ] |
| 1976 | „Damą być” „Karnawał raz w życiu”                                                           | Sing-Sing         | [ 46 ] [ 47 ] |
| 1976 | „Ludzkie gadanie” (z Sewerynem Krajewskim) „Średni wiek, średni gest”                       | Sing-Sing         | [ 48 ] [ 49 ] |
| 1976 | „Komm, Neues Jahr” „Träum Deinen Traum” (Niemcy Wschodnie)                                  | —                 | [ 50 ] [ 51 ] |
| 1977 | „Malovaný džbánku” (na żywo; wykonanie: Helena Vondráčková) „Kolorowe jarmarki” (na żywo)   | —                 | [ 52 ]        |
| 1977 | „’ne Dame sein” „Einmal Werde Ich Matrose” (Niemcy Wschodnie)                               | —                 | [ 53 ] [ 54 ] |
| 1978 | „Bossa nova do poduszki” „Mały barek w Santa Cruz”                                          | —                 | [ 55 ] [ 56 ] |
| 1978 | „Gaj” (z Markiem Grechutą) „Mały barek w Santa Cruz”                                        | Wsiąść do pociągu | [ 57 ] [ 58 ] |
| 1978 | „Remedium” „Królewicze”                                                                     | Wsiąść do pociągu | [ 59 ] [ 60 ] |
| 1978 | „Proszę sądu” „Serdeczny mój” (Czechosłowacja)                                              | —                 | [ 61 ] [ 62 ] |
| 1979 | „Mały barek w Santa Cruz” „Bossa nova do poduszki” (Czechosłowacja)                         | —                 | [ 63 ] [ 64 ] |

### 1980–1989
| Rok  | Tytuł                                                               | Album          | Źr.           |
| ---- | ------------------------------------------------------------------- | -------------- | ------------- |
| 1980 | „Leżę pod gruszą” „Bierz mnie”                                      | —              | [ 65 ] [ 66 ] |
| 1980 | „Cokolwiek robię, nie żałuję” „Łaska niebieska” (Związek Radziecki) | Cyrk nocą      | [ 67 ] [ 68 ] |
| 1983 | „Сядь В Любой Поезд” „Лежу Под Грушей” (Związek Radziecki)          | Марыля Родович | [ 69 ] [ 70 ] |

### 1990–1999
| Rok                                                      | Tytuł                                            | Najwyższe pozycje na listach przebojów | Najwyższe pozycje na listach przebojów | Najwyższe pozycje na listach przebojów | Album                                    | Źr.           |
| Rok                                                      | Tytuł                                            | LP3                                    | 30 ton                                 | SLiP                                   | Album                                    | Źr.           |
| -------------------------------------------------------- | ------------------------------------------------ | -------------------------------------- | -------------------------------------- | -------------------------------------- | ---------------------------------------- | ------------- |
| 1995                                                     | „Największa miłość, najcięższy grzech” „Dworzec” | — 15                                   | — —                                    | — —                                    | Złota Maryla                             | [ 4 ]         |
| 1997                                                     | „Łatwopalni”                                     | 1                                      | 14                                     | 18                                     | Tribute to Agnieszka Osiecka. Łatwopalni | [ 74 ]        |
| 1998                                                     | „Bar przed zakrętem”                             | 8                                      | 23                                     | —                                      | Przed zakrętem                           | [ 75 ] [ 76 ] |
| 1998                                                     | „Weselne dzieci”                                 | 31                                     | 6                                      | —                                      | Przed zakrętem                           | [ 77 ] [ 78 ] |
| 1998                                                     | „Łza na rzęsie (mi się trzęsie)”                 | 10                                     | 24                                     | —                                      | Przed zakrętem                           | [ 79 ] [ 80 ] |
| 1998                                                     | „Co się stało z mamą?”                           | 32                                     | —                                      | —                                      | Przed zakrętem                           | [ 81 ]        |
| 1999                                                     | „Anioły pilnują nas”                             | —                                      | 17                                     | —                                      | —                                        | [ 82 ]        |
| 1999                                                     | „Machina czasu”                                  | —                                      | —                                      | —                                      | Przed zakrętem                           | [ 83 ] [ 84 ] |
| 1999                                                     | „Czadu Maryla” „Desperado”                       | — —                                    | 35 —                                   | — —                                    | Karnawał 2000                            | [ 85 ] [ 86 ] |
| „—” oznacza, że singel nie był notowany na danej liście. |                                                  |                                        |                                        |                                        |                                          |               |

### 2000–2009
| Rok | Tytuł                                             | Najwyższe pozycje na listach przebojów | Najwyższe pozycje na listach przebojów | Najwyższe pozycje na listach przebojów | Album             | Źr.             |
| Rok | Tytuł                                             | LP3                                    | 30 ton                                 | RMF                                    | Album             | Źr.             |
| --- | ------------------------------------------------- | -------------------------------------- | -------------------------------------- | -------------------------------------- | ----------------- | --------------- |
| 2000 | „Jak dobrze nam (zdobywać góry)” „Malaguena”      | — —                                    | — —                                    | X                                      | —                 | [ 90 ] [ 91 ]   |
| 2000 | „Kropka nad…”                                     | 30                                     | —                                      | X                                      | Niebieska Maryla  | [ 92 ] [ 93 ]   |
| 2000 | „Będzie wigilia”                                  | —                                      | —                                      | X                                      | —                 | [ 94 ] [ 95 ]   |
| 2001 | „Nikt nam nie strzeli” (z T-raperami znad Wisły)  | —                                      | —                                      | —                                      | —                 | [ 96 ]          |
| 2002 | „Żyj”                                             | 29                                     | —                                      | —                                      | Życie ładna rzecz | [ 97 ] [ 98 ]   |
| 2002 | „Marusia”                                         | 43                                     | —                                      | —                                      | Życie ładna rzecz | [ 99 ] [ 100 ]  |
| 2003 | „Roztańczę w sobie świat”                         | —                                      | —                                      | —                                      | —                 | [ 101 ] [ 102 ] |
| 2005 | „Wszyscy chcą kochać”                             | 39                                     | 4                                      | 3                                      | Kochać            | [ 103 ]         |
| 2005 | „Będzie to co musi być” (ze Sławkiem Uniatowskim) | —                                      | 20                                     | 4                                      | Kochać            |                 |
| 2008 | „Nie liczy się nic”                               | 8                                      | X                                      | —                                      | Jest cudnie       | [ 104 ]         |
| 2008 | „Jest cudnie”                                     | 6                                      | X                                      | —                                      | Jest cudnie       | [ 105 ]         |
| „—” oznacza, że singel nie był notowany na danej liście. „X” oznacza, że lista nie istniała w danym okresie. |                                                   |                                        |                                        |                                        |                   |                 |

### 2010–2019
| Rok                                                      | Tytuł                  | Najwyższe pozycje na listach przebojów | Najwyższe pozycje na listach przebojów | Najwyższe pozycje na listach przebojów | Najwyższe pozycje na listach przebojów | Certyfikat ZPAV    | Album        | Źr.     |
| Rok                                                      | Tytuł                  | AirPlay                                | LP3                                    | RMF                                    | SLiP                                   | Certyfikat ZPAV    | Album        | Źr.     |
| -------------------------------------------------------- | ---------------------- | -------------------------------------- | -------------------------------------- | -------------------------------------- | -------------------------------------- | ------------------ | ------------ | ------- |
| 2011                                                     | „Karuzela”             | —                                      | —                                      | —                                      | —                                      |                    | 50           |         |
| 2011                                                     | „Pieśń miłości”        | —                                      | —                                      | —                                      | —                                      |                    | Buty 2       |         |
| 2012                                                     | „Drugi but”            | —                                      | 44                                     | —                                      | —                                      |                    | Buty 2       |         |
| 2012                                                     | „Zamiast wódkę pić”    | —                                      | —                                      | —                                      | —                                      |                    | Buty 2       | [ 110 ] |
| 2013                                                     | „W górę szlaban”       | —                                      | —                                      | —                                      | —                                      |                    | —            | [ 111 ] |
| 2015                                                     | „Pełnia” (z Donatanem) | 17                                     | —                                      | 3                                      | 10                                     | 2× platynowa płyta | —            | [ 112 ] |
| 2017                                                     | „Hello”                | —                                      | —                                      | —                                      | —                                      |                    | Ach świecie… | [ 113 ] |
| 2017                                                     | „W sumie nie jest źle” | —                                      | 30                                     | —                                      | —                                      |                    | Ach świecie… | [ 114 ] |
| 2019                                                     | „Wiosna”               | —                                      | —                                      | —                                      | —                                      |                    | —            | [ 115 ] |
| „—” oznacza, że singel nie był notowany na danej liście. |                        |                                        |                                        |                                        |                                        |                    |              |         |

### Od 2020
| Rok                                                      | Tytuł                                       | Najwyższe pozycje na listach przebojów | Najwyższe pozycje na listach przebojów | Najwyższe pozycje na listach przebojów | Najwyższe pozycje na listach przebojów | Certyfikat ZPAV | Album          | Źr.     |
| Rok                                                      | Tytuł                                       | OLiS str.                              | OLiA                                   | RMF                                    | SLiP                                   | Certyfikat ZPAV | Album          | Źr.     |
| -------------------------------------------------------- | ------------------------------------------- | -------------------------------------- | -------------------------------------- | -------------------------------------- | -------------------------------------- | --------------- | -------------- | ------- |
| 2024                                                     | „Sing-Sing” (z Mrozem)                      | —                                      | 9                                      | 1                                      | 8                                      | złota płyta     | Niech żyje bal | [ 120 ] |
| 2024                                                     | „Damą być” (z Roxie Węgiel)                 | 93                                     | —                                      | —                                      | —                                      |                 | Niech żyje bal | [ 121 ] |
| 2024                                                     | „Wielka woda” (z Dawidem Kwiatkowskim)      | —                                      | —                                      | —                                      | —                                      |                 | Niech żyje bal | [ 122 ] |
| 2025                                                     | „Łza na rzęsie (mi się trzęsie)” (z bryską) | —                                      | —                                      | —                                      | —                                      |                 | Niech żyje bal | [ 123 ] |
| 2025                                                     | „Nie ma jak pompa” (z Ralphem Kaminskim)    | —                                      | —                                      | —                                      | —                                      |                 | Niech żyje bal | [ 124 ] |
| 2025                                                     | „Małgośka” (z Lanberry)                     | —                                      | —                                      | —                                      | —                                      |                 | Niech żyje bal | [ 125 ] |
| „—” oznacza, że singel nie był notowany na danej liście. |                                             |                                        |                                        |                                        |                                        |                 |                |         |

## Single jako gość
| Rok | Tytuł                                                | Najwyższe pozycje na listach przebojów | Najwyższe pozycje na listach przebojów | Najwyższe pozycje na listach przebojów | Najwyższe pozycje na listach przebojów | Najwyższe pozycje na listach przebojów | Album    | Źr.             |
| Rok | Tytuł                                                | OLiS str.                              | BB POL                                 | LP3                                    | 30 ton                                 | SLiP                                   | Album    | Źr.             |
| --- | ---------------------------------------------------- | -------------------------------------- | -------------------------------------- | -------------------------------------- | -------------------------------------- | -------------------------------------- | -------- | --------------- |
| 1997 | „Moja i twoja nadzieja ’97” (Hey i goście)           | —                                      | —                                      | 1                                      | 3                                      | 8                                      | —        | [ 132 ] [ 133 ] |
| 2021 | „Dalej” (Cleo, gościnnie: Maryla Rodowicz)           | —                                      | —                                      | 25                                     | X                                      | X                                      | vinyLOVA | [ 134 ]         |
| 2021 | „Neony” (Cleo, gościnnie: Maryla Rodowicz)           | —                                      | —                                      | —                                      | X                                      | X                                      | vinyLOVA | [ 135 ]         |
| 2025 | „To tylko wiosna” (Mata, gościnnie: Maryla Rodowicz) | 2                                      | 3                                      | —                                      | X                                      | —                                      | —        | [ 136 ]         |
| „—” oznacza, że singel nie był notowany na danej liście. „X” oznacza, że lista nie istniała w danym okresie. |                                                      |                                        |                                        |                                        |                                        |                                        |          |                 |

## Single jako część supergrup
| Rok                                                      | Tytuł                                                     | Najwyższe pozycje na listach przebojów | Najwyższe pozycje na listach przebojów | Album  | Źr.             |
| Rok                                                      | Tytuł                                                     | LP3                                    | 30 ton                                 | Album  | Źr.             |
| -------------------------------------------------------- | --------------------------------------------------------- | -------------------------------------- | -------------------------------------- | ------ | --------------- |
| 2000                                                     | „Radość najpiękniejszych lat” (na żywo) (różni wykonawcy) | —                                      | 13                                     | —      | [ 139 ]         |
| 2002                                                     | „Oj kot!” (różni wykonawcy)                               | 41                                     | —                                      | Zemsta | [ 140 ]         |
| 2005                                                     | „Pokonamy fale” (różni wykonawcy)                         | —                                      | —                                      | —      | [ 141 ] [ 142 ] |
| 2006                                                     | „Wystarczy chcieć” (różni wykonawcy)                      | —                                      | —                                      | —      | [ 143 ]         |
| „—” oznacza, że singel nie był notowany na danej liście. |                                                           |                                        |                                        |        |                 |

## Maxi single
| Rok  | Tytuł             | Informacje wydawnicze                                                         | Lista utworów                                                                                               | Źr.             |
| ---- | ----------------- | ----------------------------------------------------------------------------- | --- | --------------- |
| 1983 | Марыля Родович    | - Data premiery: 1983 (Związek Radziecki) - Wytwórnie: Miełodija - Nośnik: LP | 1. „Bierz mnie” 2. „Piosenka lalki” 3. „Kolorowe jarmarki” 4. „Tępa blondyna”                               | [ 144 ] [ 145 ] |
| 1996 | Antologia         | - Data premiery: 1996 - Wytwórnie: Tra-la-la · PolyGram - Nośnik: CD          | 1. „Małgośka” 2. „Wio koniku” 3. „Sing-Sing” 4. „To już było”                                               | [ 146 ] [ 147 ] |
| 2006 | Mundialowa Maryla | - Data premiery: 2006 - Wytwórnia: Sony BMG - Nośnik: CD                      | 1. „Pani Goździkowa” 2. „Kolorowe jarmarki” 3. „Futbol, futbol, futbol” 4. „Małgośka” 5. „Wielcy za Janasa” | [ 148 ] [ 149 ] |

## Inne notowane utwory
| Rok | Tytuł                                  | Najwyższe pozycje na listach przebojów | Najwyższe pozycje na listach przebojów | Najwyższe pozycje na listach przebojów | Album                   |
| Rok | Tytuł                                  | LP3                                    | PR1                                    | TLP                                    | Album                   |
| --- | -------------------------------------- | -------------------------------------- | -------------------------------------- | -------------------------------------- | ----------------------- |
| 1982 | „Mława”                                | 29                                     | 3                                      | —                                      | —                       |
| 1982 | „Dentysta sadysta” (jako Różowe Czuby) | 13                                     | 1                                      | 3                                      | —                       |
| 1983 | „Na nudnym party w Gwadelupie”         | —                                      | —                                      | 14                                     | —                       |
| 1983 | „Gimnastyka”                           | —                                      | 8                                      | 3                                      | Gejsza nocy             |
| 1984 | „Dla przegranego w pięknym stylu”      | —                                      | 8                                      | —                                      | Alex Band i przyjaciele |
| 1984 | „Szparka sekretarka”                   | —                                      | 6                                      | 4                                      | Gejsza nocy             |
| 1984 | „Gejsza nocy”                          | —                                      | 9                                      | —                                      | Gejsza nocy             |
| 1984 | „Franek”                               | —                                      | 8                                      | 3                                      | Gejsza nocy             |
| 1984 | „Niech żyje bal”                       | 36                                     | 7                                      | —                                      | Gejsza nocy             |
| 1984 | „Tylko nie pal”                        | —                                      | 4                                      | —                                      | —                       |
| 1985 | „Czas upływa, lat przybywa”            | —                                      | 10                                     | —                                      | Gejsza nocy             |
| 1985 | „Gdyby Zenek”                          | —                                      | 13                                     | 4                                      | —                       |
| 1985 | „I po co?”                             | —                                      | 5                                      | —                                      | —                       |
| 1985 | „Dobranoc panowie”                     | —                                      | 10                                     | —                                      | Gejsza nocy             |
| 1986 | „Rozmowa przez ocean”                  | —                                      | 7                                      | —                                      | Polska Madonna          |
| 1986 | „Kasa – sex”                           | —                                      | 2                                      | —                                      | Polska Madonna          |
| 1987 | „Zaczęty zeszyt”                       | —                                      | 7                                      | —                                      | Polska Madonna          |
| 1987 | „Niedziela z aniołami”                 | —                                      | 9                                      | —                                      | Polska Madonna          |
| 1988 | „Tramwajowi ludzie”                    | —                                      | 1                                      | X                                      | Polska Madonna          |
| 1989 | „Baj, baj”                             | —                                      | 3                                      | X                                      | —                       |
| 1989 | „Kryzys in the sky”                    | —                                      | 7                                      | X                                      | —                       |
| 1990 | „Co nam ten rok zabierze”              | —                                      | 2                                      | X                                      | Absolutnie nic          |
| 1990 | „Człowiek, człowiek”                   | —                                      | 2                                      | X                                      | Absolutnie nic          |
| 1991 | „Absolutnie nic”                       | —                                      | 1                                      | X                                      | Absolutnie nic          |
| 1991 | „Skandal”                              | —                                      | 9                                      | X                                      | Absolutnie nic          |
| 1995 | „Listopady liści”                      | 16                                     | X                                      | X                                      | Złota Maryla            |
| 1996 | „Przecież wiesz, że kocham…”           | 27                                     | X                                      | X                                      | Złota Maryla            |
| 2018 | „Rumba na gitarze”                     | 40                                     | X                                      | X                                      | Ach świecie…            |
| „—” oznacza, że utwór nie był notowany na danej liście. „X” oznacza, że lista nie istniała w danym okresie. |                                        |                                        |                                        |                                        |                         |